# Albrecht Herold

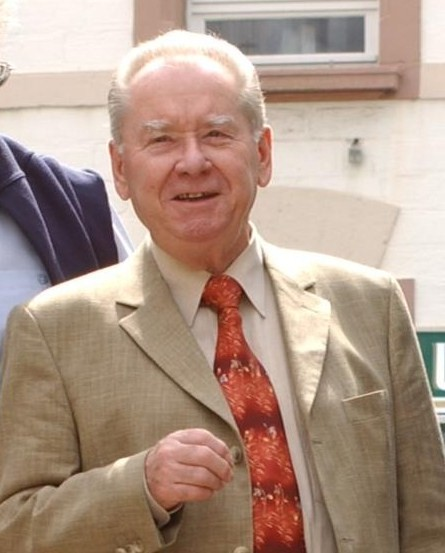
Albrecht Herold (2003)

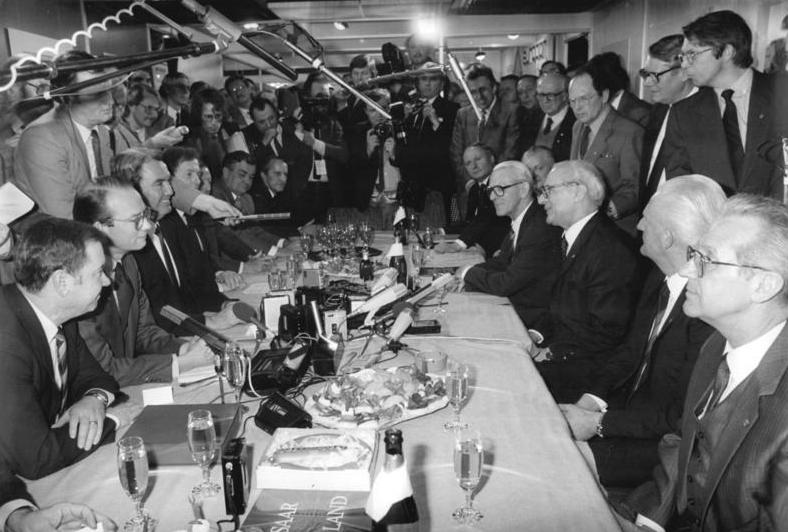
Albrecht Herold (links) auf der Leipziger Frühjahrsmesse 1984

Albrecht Herold (* 20. August 1929 in St. Ingbert; † 2. Juli 2025) war ein deutscher Politiker (SPD). Er war von 1965 bis 1994 Mitglied des Landtags des Saarlandes, ab 1980 als dessen Präsident.

## Ausbildung und Beruf
Nach der Volksschule absolvierte Herold eine Lehre als Dreher. Seit 1946 engagierte er sich als Gewerkschaftsfunktionär: Er war erster Bevollmächtigter der IG Metall Saarbrücken sowie Mitglied des IG-Metall-Bundesvorstandes.
Von 1962 bis 1980 führte er den Vorsitz im Vorstand der saarländischen AOK sowie im Vorstand der Vertreterversammlung der Arbeitskammer des Saarlandes. Von 1971 bis 1980 war er außerdem Mitglied im Rundfunkrat des Saarländischen Rundfunks, ab 1972 als stellvertretender Vorsitzender.

## Politik
In den Jahren 1960 bis 1974 gehörte das SPD-Mitglied als Fraktionsvorsitzender dem Kreistag St. Ingbert an. Danach war er bis 1979 Mitglied des Kreistages des Saarpfalz-Kreises.
Mitglied des saarländischen Landtags war Herold von der fünften bis zur zehnten Legislaturperiode (1965–1994). Von 1975 bis 1980 hatte er dort das Amt des Ersten Vizepräsidenten inne. Im Anschluss war er bis zu seinem Ausscheiden Landtagspräsident.

## Ehrungen
Herold wurde am 24. Januar 1995 mit dem Saarländischen Verdienstorden ausgezeichnet. Im Oktober 2022 stimmte der Stadtrat von St. Ingbert für die Verleihung der Ehrenbürgerwürde an Albrecht Herold.

## Persönliches
Albrecht Herold war verheiratet und Vater eines Sohnes. Er starb am 2. Juli 2025 im Alter von 95 Jahren.